# 卡达烷
卡达烷（英語：Cadalane，也称为1,6-二甲基-4-异丙基十氢化萘，4-Isopropyl-1,6-dimethyldecahydronaphthalene）是许多倍半萜物质的结构母核。
因为卡达烷总共有四个不对称中心，因此理论上应该有24=16种可能的立体异构体，根据9,10号碳原子上氢的构象，可分为以下四个类型：

杜松烷型，9α,10β-构象
依兰油烷型，9β,10β-构象
紫穗槐烷型，9α,10α-构象
保加烷型，9β,10α-构象

## 衍生物
- 卡达萘
- 杜松烯
- 紫穗槐-4,11-二烯